# Diaxenes taylori
Diaxenes taylori är en skalbaggsart som beskrevs av Waterhouse 1884. Diaxenes taylori ingår i släktet Diaxenes och familjen långhorningar. Inga underarter finns listade i Catalogue of Life.